# 글리세롤
글리세롤(영어: glycerol)은 글리세린(영어: glycerin, glycerine)이라고도 부르는 무색, 무취의 액체이다. 점성이 매우 강한 특징이 있다.
지방산과 마찬가지로 유지 성분이며, 공업적으로도 유지를 분해함으로써 얻어진다. 글리세린은 3개의 수산기를 가진 3가 알코올이다. 무색의 끈기 있는 액체로 흡습성이 있으며 감미가 조금 있고, 녹는점- 20 °C, 끓는점 290 °C이다. 글리세린은 글리프탈 수지 등의 합성 원료로 쓰이는 외에 윤활제 혹은 연고, 치약 같은 약품, 담배나 화장품의 방건제(防乾劑)·정미제(呈味劑) 등에, 나아가서는 방동제(防凍劑)·냉각제·인쇄용 잉크 등 대단히 넓은 용도에 쓰이는 중요한 물질이다. 오늘날에는 이와 같은 유지 분해에 의해서뿐 아니라 프로필렌을 원료로 하는 합성법에 의해서도 제조되고 있으며, 천연품·합성품이 거의 같은 분량을 차지하고 있다.

## 같이 보기
- 트리아실글리세롤